# Reacción de Benary
La reacción de Bénary es una reacción orgánica que consiste en la acción de los reactivos de Grignard en enaminocetonas o enamino aldehídos para dar como productos aldehídos o cetonas α,β-sustituidos. En 1931 Erich Benary describió esta reacción.